# Birkás Endre
Birkás Endre (Budapest, 1913. augusztus 5. – Budapest, 1975. november 29.) író, könyvtáros.

## Életútja
Birkás Géza irodalomtörténész, egyetemi tanár fia. 
Pécsett végezte el az egyetem jogi karát, ezt követően Budapesten az Egyetemi Nyomda Könyvesboltjában volt könyvkereskedő (1938–47). Írásait közölték az Életben, a Diáriumban; 1942-ben jelent meg első kisregénye. 1947 után megszervezte és vezette a Központi Antikváriumot. 1962-től az Országos Széchényi Könyvtár Szerzeményi Osztályán dolgozott.
Svéd származású feleségével, Lundén Gurlivel annak 1939-es budapesti gyógykezelésén ismerkedett meg, s még abban az évben összeházasodtak. Gurli a II. világháború alatt a Svéd Vöröskereszt budapesti munkatársa volt, egy időben Raoul Wallenberggel is együttműködött.

## Művei
- Kelepce (Királyi Magyar Egyetemi Nyomda, Bp., 1942)
- Levelek Oroszországból (Bp., 1943) (1946-ban szovjetellenesnek minősítették és betiltották[2])
- Elfelejtett emberek (Magvető, Bp., 1960, 1975)
- Kő és homok (Magvető, Bp., 1961)
- Vakvágány (Magvető, Bp., 1963)
- Kopár ég (Magvető, Bp., 1966; A kalap c. kisregény és novellák gyűjteménye)
- Ólmos eső (Magvető, Bp., 1969; 3 kisregény: Helyből távolba, Ólmos eső, Férfiarckép)
- „Mondd, még meddig kell élni?” (Magvető, Bp., 1971; novellagyűjtemény)
- Álmatlan nappalok (Magvető, Bp., 1972)
- A kalap / „Mondd, még meddig kell élni?” (Magvető Zsebkönyvtár, Bp., 1977.; 2 kisregény)

## Fordításai
- Greene: Merénylet (Bp., 1957)
- Huxley: A Gioconda-mosoly (In: A. Huxley: A lángész és az istennő; Bp., 1964)
- Fridegard: Naphalál (In: Mai svéd elbeszélők, Bp., 1965)
- Lagerkvist: Barabás (In: P. Lagerkvist: A hóhér / A törpe / Barabás; Bp., 1967)
- Runeborg: Hotel Sidney (In: A sötét torony, Bp., 1969)

## Szakirodalom
- Rónay László: Az elfelejtett író (Vigilia, 1976. 8. sz.)
- Sík Csaba: Búcsú B. E.-től (Vigilia, 1976. 8. sz.)
- Thurzó Gábor: B. E. (Élet és Irod., 1975, dec. 6.)
- Katona Jenő: B. E. meghalt (Könyvtáros, 1976. 1. sz.)
- Toldi Éva: B. E. kisregényei (Híd, 1987)